# Wasserburg (Stetten im Remstal)
Die abgegangene Wasserburg befand sich im Ortskern von Stetten im Remstal, neben dem heutigen Gasthof zum Ochsen.

## Lage
Die Wasserburg befand sich im Areal zwischen der Klosterstraße, dem heute verdolten Teil des Haldenbachs und dem Gasthof zum Ochsen.
Das Gelände wurde vor der Bebauung zum Großteil als Parkplatz genutzt und liegt im Überflutungsbereich des Haldenbachs.

## Geschichte
2016 wurde beschlossen, das Areal mit zwei Gebäuden zu bebauen. Bei den Aushebungsarbeiten im Juni 2018 wurden in 1,8 m Tiefe Balken eines mittelalterlichen Bauwerks gefunden, woraufhin ein Baustopp verhängt wurde. Auch ein Mauerwerk aus Schilfsandstein wurde gefunden. Es wurden auch zahlreiche Fundstücke, wie Messer, Waffen und Pferdezubehör entdeckt, die sich rund 7–8 m unter der Erdoberfläche befanden.
Nach einer dendrochronologischen Untersuchung wurden die gefundenen Balken der Wasserburg auf die Jahre 1220 bis 1240 datiert. Die Reste sind damit älter als die erste urkundliche Erwähnung Stettens.
Die steinerne Burg existierte bis ins 16. Jahrhundert und somit eine Zeit lang parallel zu der Yburg und zum Schloss Stetten.
Inzwischen wurde das Gelände überbaut.

## Beschreibung
Es handelte sich wohl um eine Wasserburg mit Graben und Mauer. Das Gebäude hatte wohl eine quadratische Grundfläche mit einer Seitenlänge von rund 8 m. Der Wohnturm dürfte mehrstöckig gewesen sein.

## Bilder

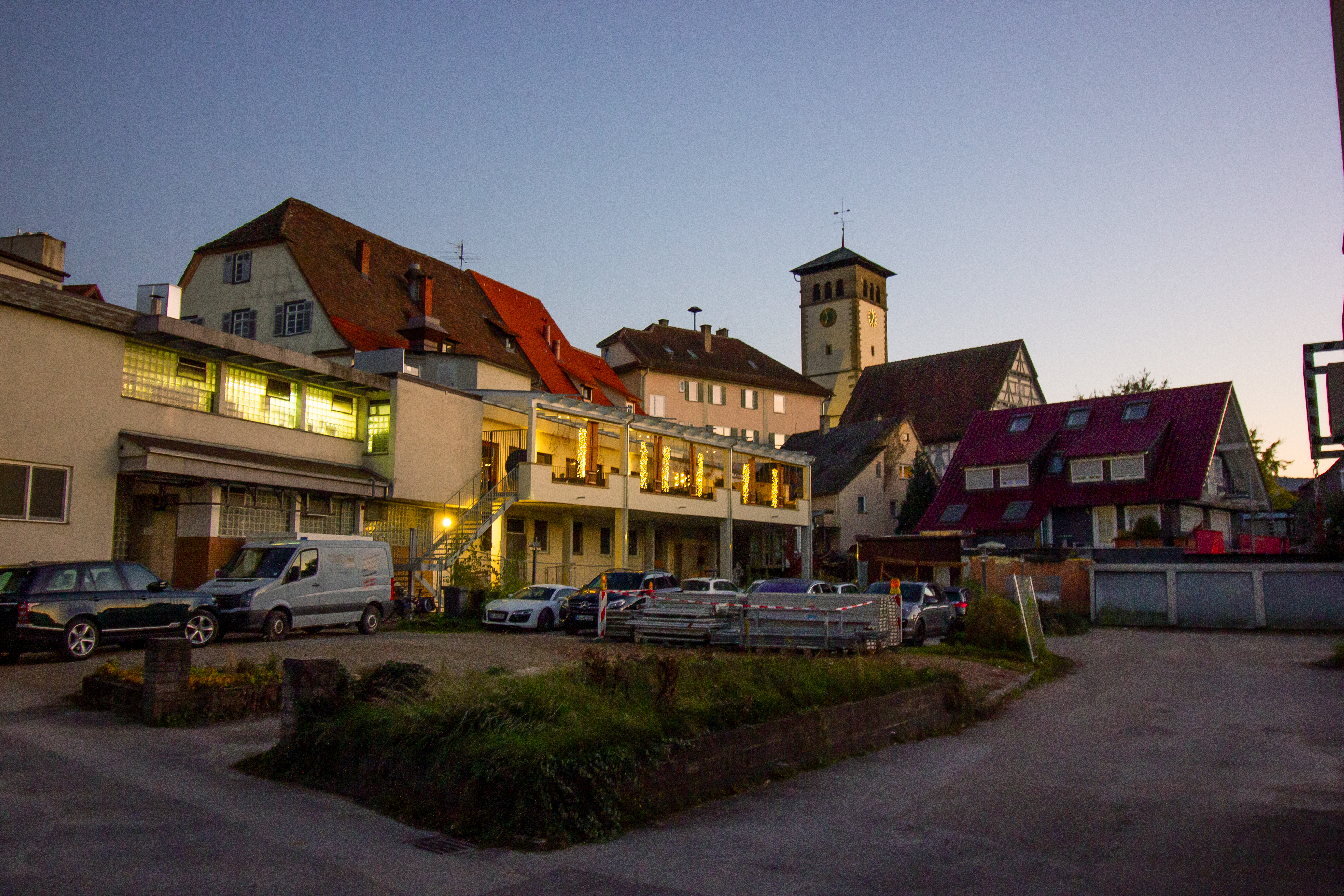
Noch unbebautes Areal, an dem die Reste gefunden wurden (2017)
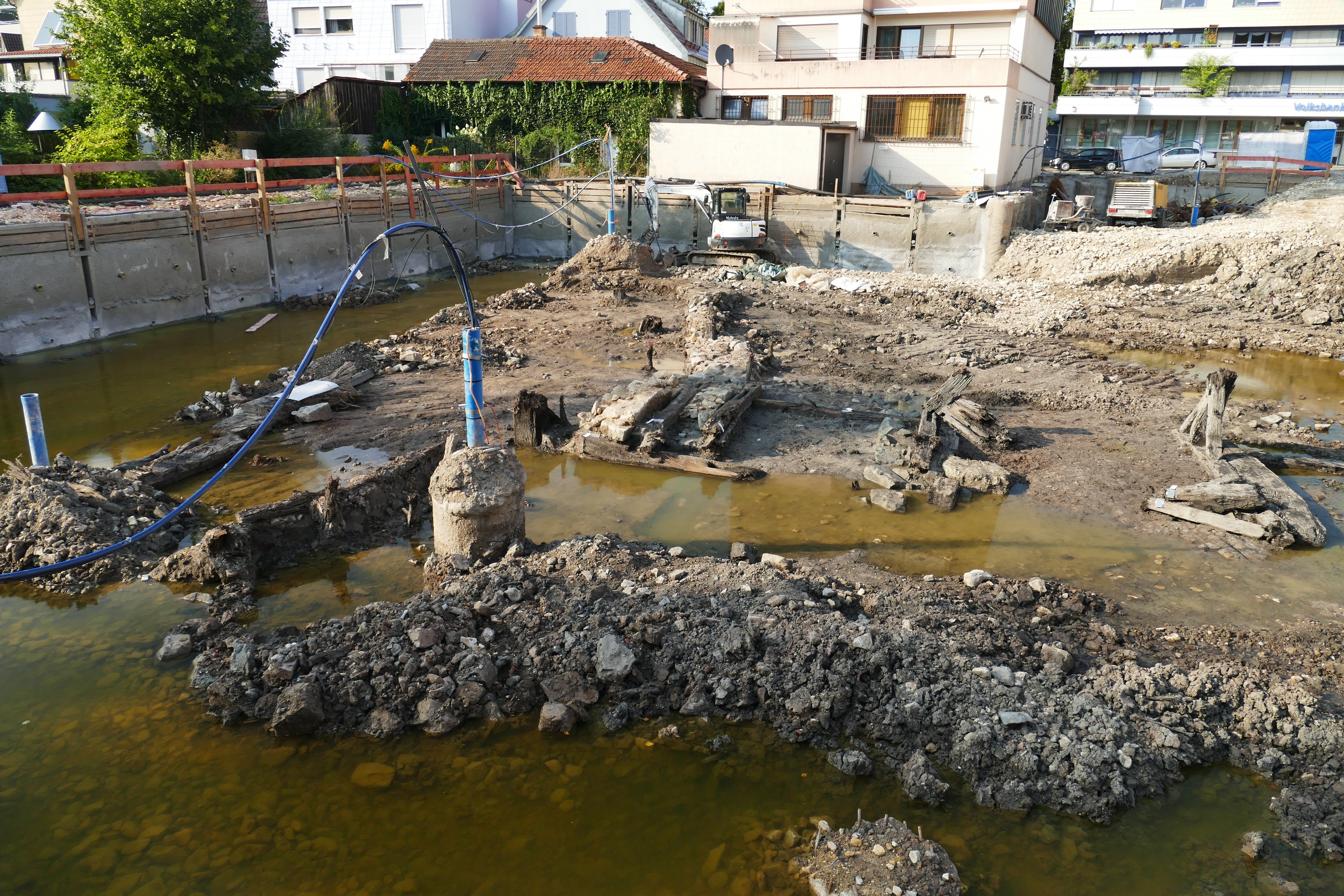
Baugrube mit Fundstücken
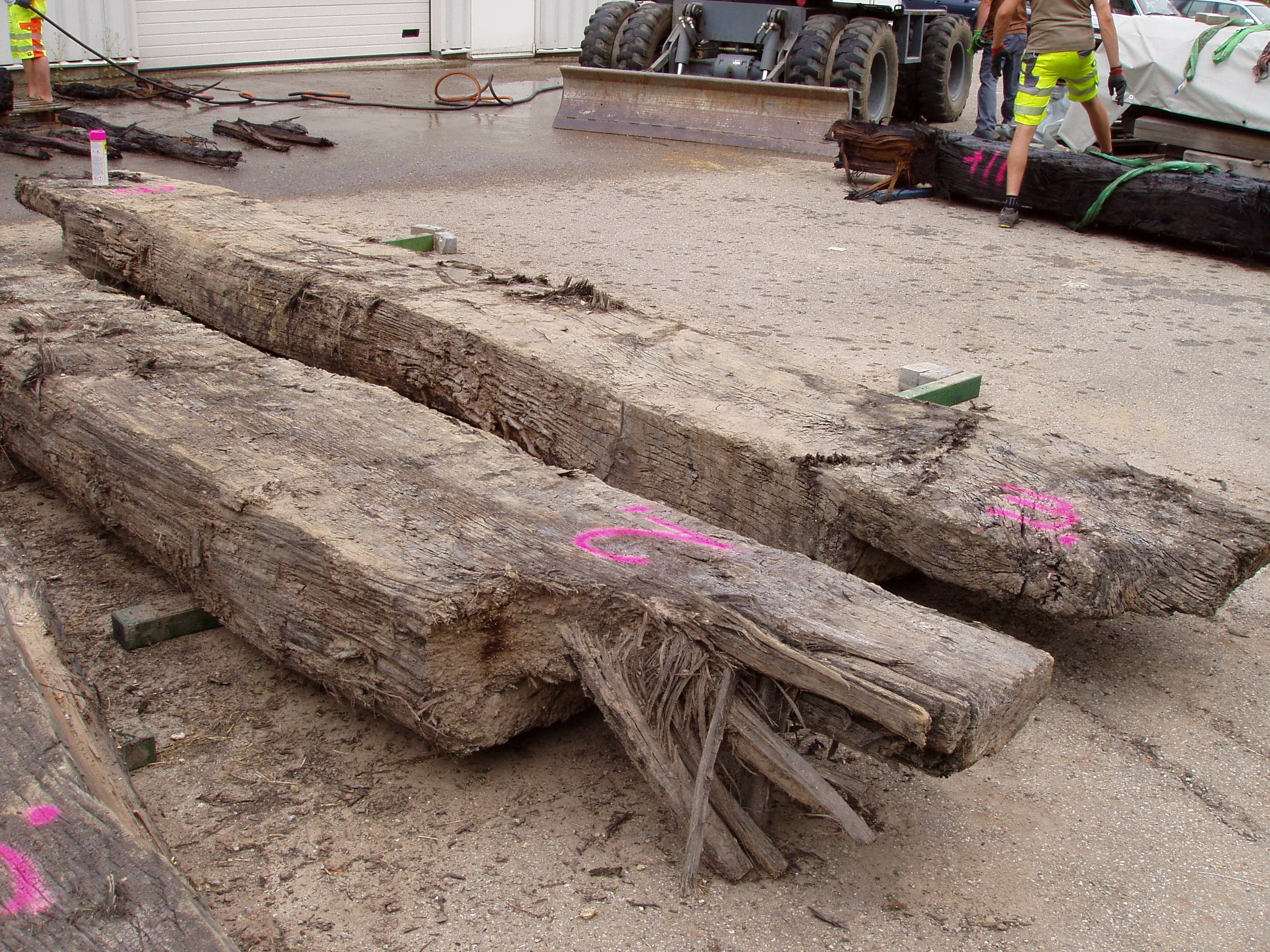
Holzbalken der Wasserburg
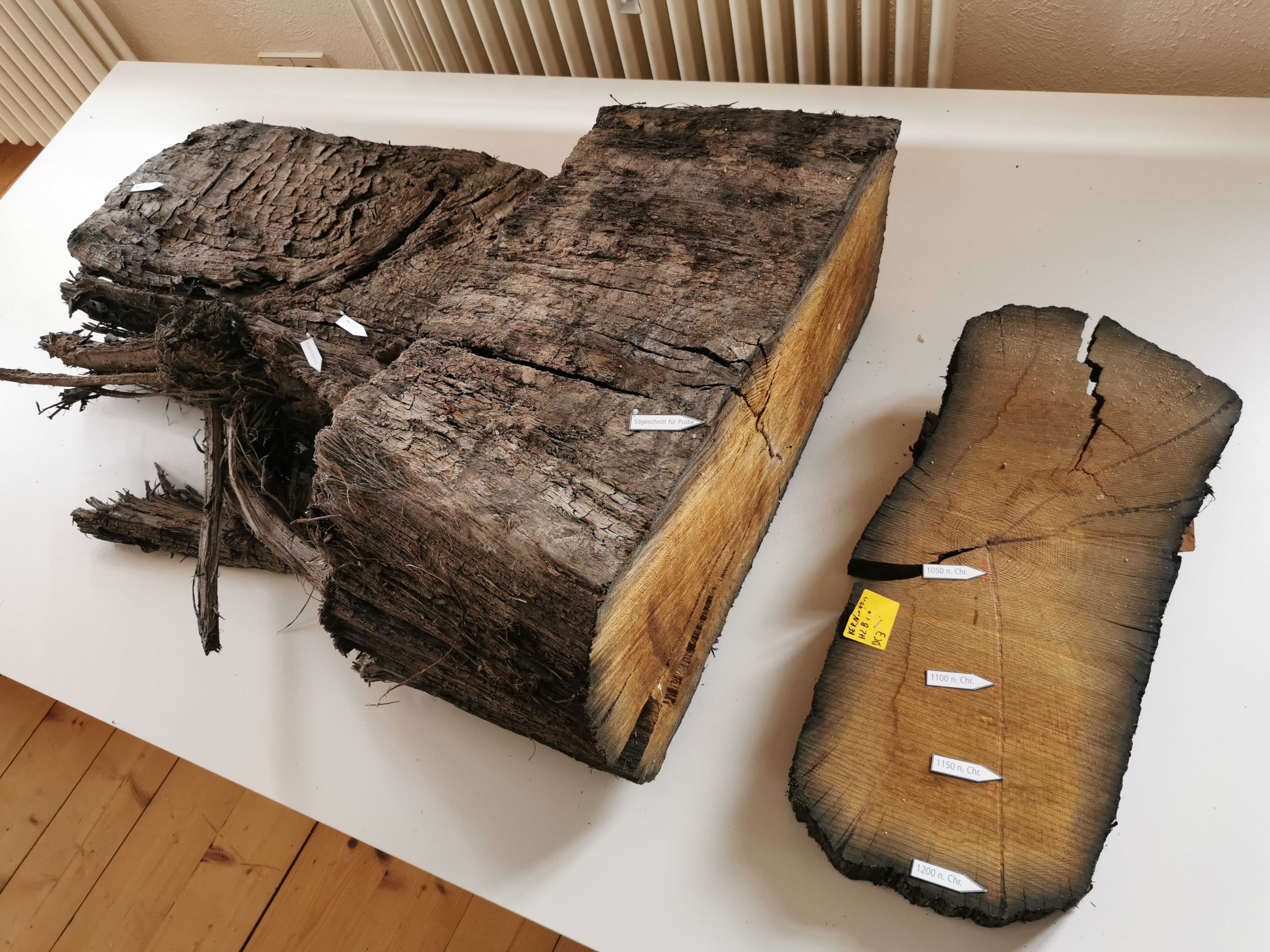
Schnitt durch einen Holzbalken der Wasserburg im Museum unter der Yburg
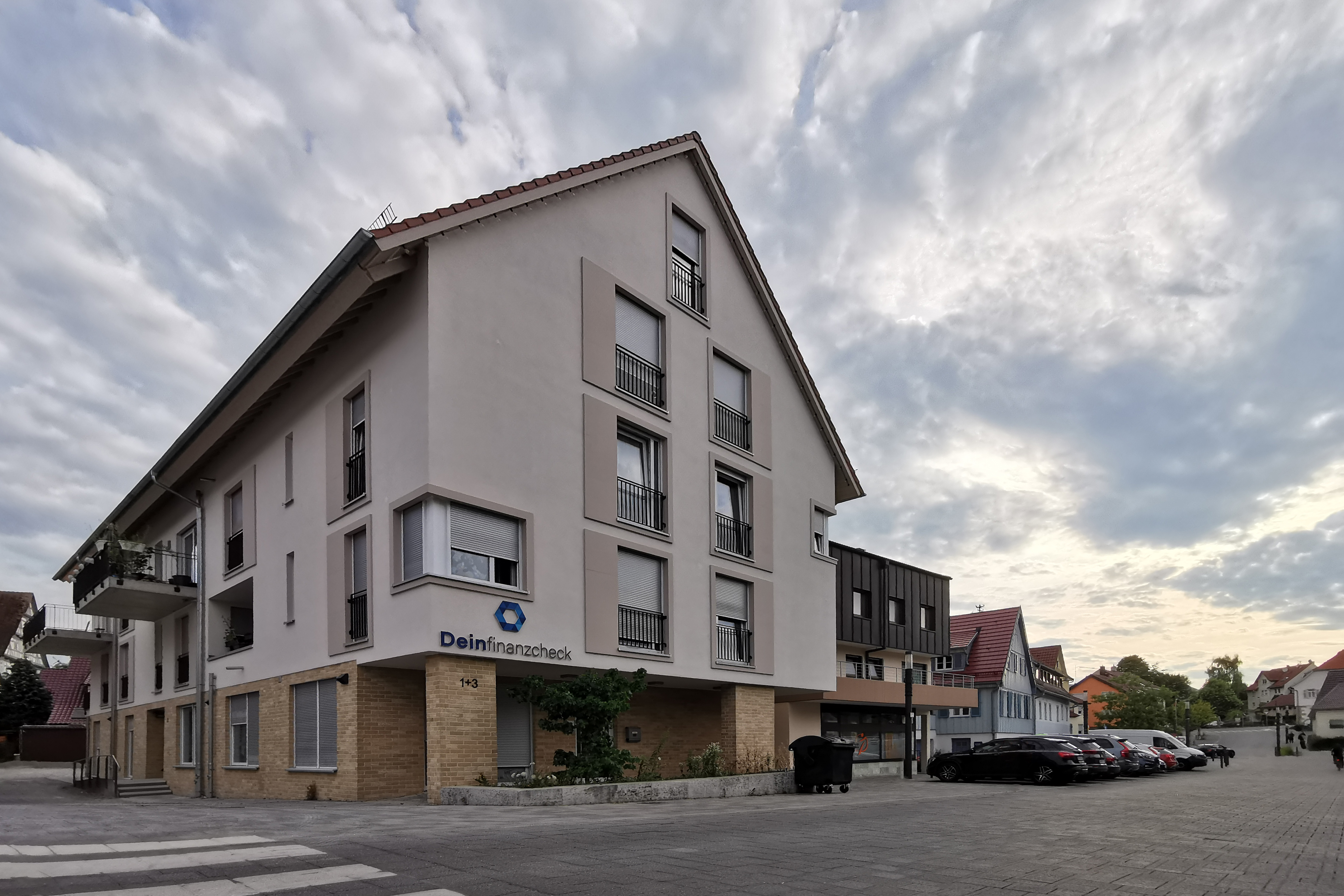
Neubebauung der Fläche